# Careproctus discoveryae
Careproctus discoveryae és una espècie de peix pertanyent a la família dels lipàrids.

## Descripció
- Fa 7 cm de llargària màxima.
- Nombre de vèrtebres: 45.[4]

## Hàbitat
És un peix marí i batidemersal que viu entre 4.267 i 4.270 m de fondària.

## Distribució geogràfica
Es troba a les illes Crozet.